# Liste des stations du métro de Nagoya
Pour un article plus général, voir Métro de Nagoya.

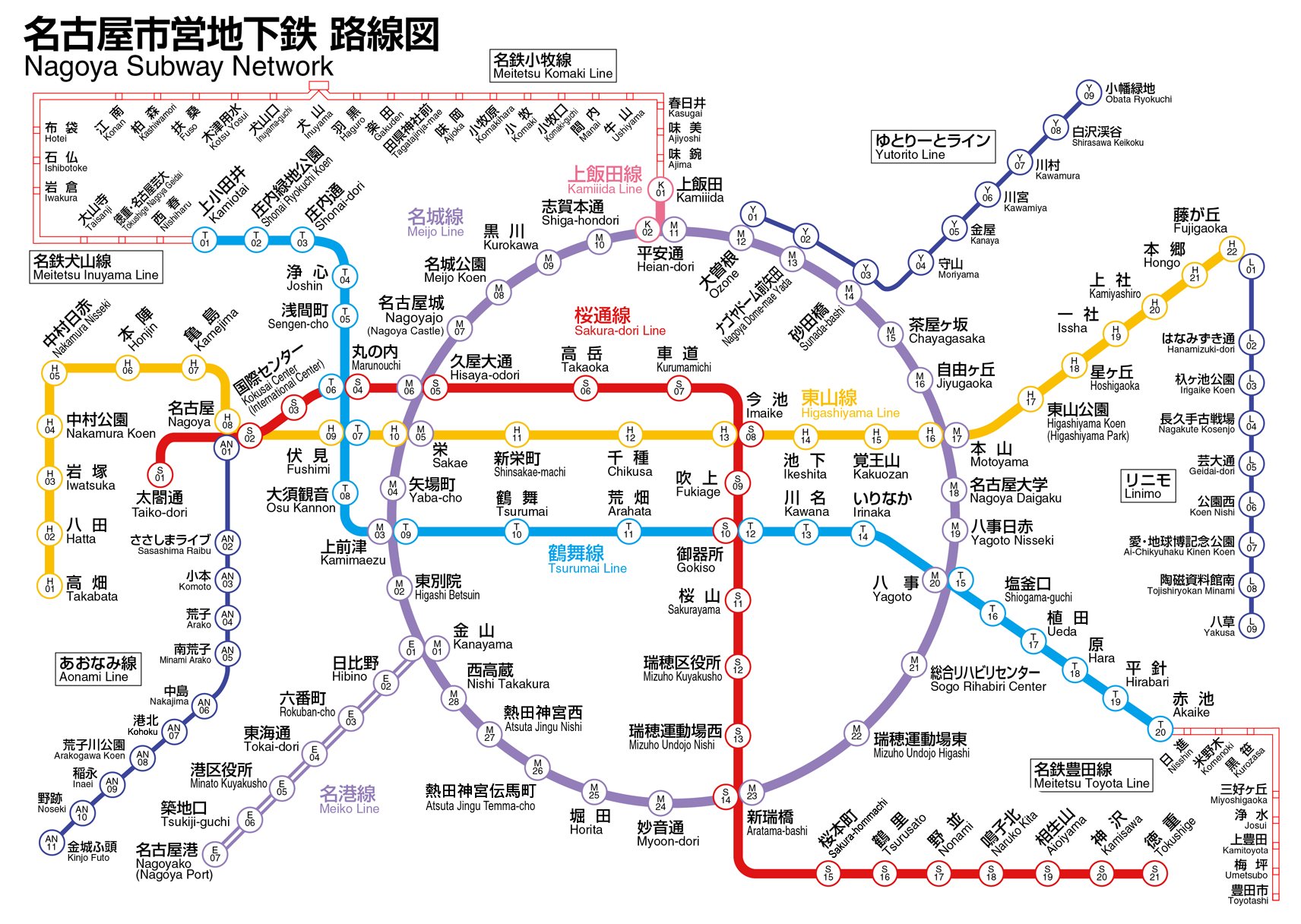
Plan du métro de Nagoya.

La liste des stations du métro de Nagoya est une liste alphabétique des 87 stations du métro de Nagoya, au Japon. 

## Liste par ordre alphabétique
- Haut – A
- B
- C
- D
- E
- F
- G
- H
- I
- J
- K
- L
- M
- N
- O
- P
- Q
- R
- S
- T
- U
- V
- W
- X
- Y
- Z

### A
- Aioiyama
- Akaike
- Arahata
- Aratama-bashi
- Atsuta Jingu Nishi
- Atsuta Jingu Temma-cho

### C
- Chayagasaka
- Chikusa

### F
- Fujigaoka
- Fukiage
- Fushimi

### G
- Gokiso

### H
- Hara
- Hatta
- Heian-dōri
- Hibino
- Higashi Betsuin
- Higashiyama Kōen
- Hirabari
- Hisaya-ōdōri
- Hongō
- Honjin
- Horita
- Hoshigaoka

### I
- Ikeshita
- Imaike
- Irinaka
- Issha
- Iwatsuka

### J
- Jiyūgaoka
- Jōshin

### K
- Kakuōzan
- Kamejima
- Kami-Otai
- Kamiiida
- Kamimaezu
- Kamisawa
- Kamiyashiro
- Kanayama
- Kawana
- Kokusai Center
- Kurokawa
- Kurumamichi

### M
- Marunouchi
- Meijō Kōen
- Minato Kuyakusho
- Mizuho Kuyakusho
- Mizuho Undōjō Higashi
- Mizuho Undōjō Nishi
- Motoyama
- Myōon-dōri

### N
- Nagoya Daigaku
- Nagoya Dome-mae Yada
- Nagoya
- Nagoyajo
- Nagoyakō
- Nakamura Kōen
- Nakamura Kuyakusho
- Nakamura Nisseki
- Naruko Kita
- Nishi Takakura
- Nonami

### O
- Ōsu Kannon
- Ōzone

### R
- Rokuban-chō

### S
- Sakae
- Sakura-hommachi
- Sakurayama
- Sengen-chō
- Shiga-hondōri
- Shinsakae-machi
- Shiogama-guchi
- Shōnai Ryokuchi Kōen
- Shōnai-dōri
- Sōgō Rihabiri Center
- Sunadabashi

### T
- Takabata
- Takaoka
- Tōkai-dōri
- Tokushige
- Tsukiji-guchi
- Tsurumai
- Tsurusato

### U
- Ueda

### Y
- Yabachō
- Yagoto Nisseki
- Yagoto